# Axel Schillberg
Axel Jacob Schillberg, född 1 mars 1844 i Västra Eneby socken, död 31 januari 1937 i Uppsala, var en svensk apotekare.

## Biografi
Axel Schillberg var son till kronolänsmannen Jacob Fredrik Schillberg. Han blev apotekselev 1858 och avlade farmacie studiosiexamen 1862 samt apotekarexamen 1866. Efter anställning vid apotek i Stockholm var han föreståndare för Allmänna garnisonssjukhusets apotek 1874–1888, och han innehade apoteket Bävern i Stockholm från 1888 till sin död, även om han från 1909 var ledig från dess skötsel. Schillberg var ledamot av Apotekarsocietetens styrelse 1892–1909, erhöll många uppdrag inom Farmaceutiska föreningen, bland annat ordförandeposten 1886–1890 och 1902–1903, samt tog initiativ till bildandet av Stockholms apotekareförening 1899, och var dess ordförande 1904–1909. Han publicerade uppsatser i fackpressen och utgav Svenska militärfarmakopén (1903, tillsammans med Richard Wawrinsky med flera läkare) samt En gammal apotekares minnen (1927). Han invaldes i Svenska läkaresällskapet 1875.